# 拉巴佐克 (卡尔瓦多斯省)
拉巴佐克（法語：La Bazoque，法語發音：[la bazɔk] ⓘ）是法国卡尔瓦多斯省的一个市镇，属于巴约区。

## 地理
拉巴佐克（49°9'44"N, 0°52'5"W）面积10.14 平方千米，位于法国诺曼底大区卡爾瓦多斯省，该省份为法国西北部沿海省份，北濒大西洋英吉利海峡，东北与滨海塞纳省以海上边界相接，东临厄尔省，南至奧恩省，西与芒什省接壤。
与拉巴佐克接壤的市镇（或旧市镇、城区）包括：科尔莫兰、利托、蒙菲凯、普朗克里、贝里尼、埃勒河畔圣日耳曼、德龙河畔巴勒鲁瓦。

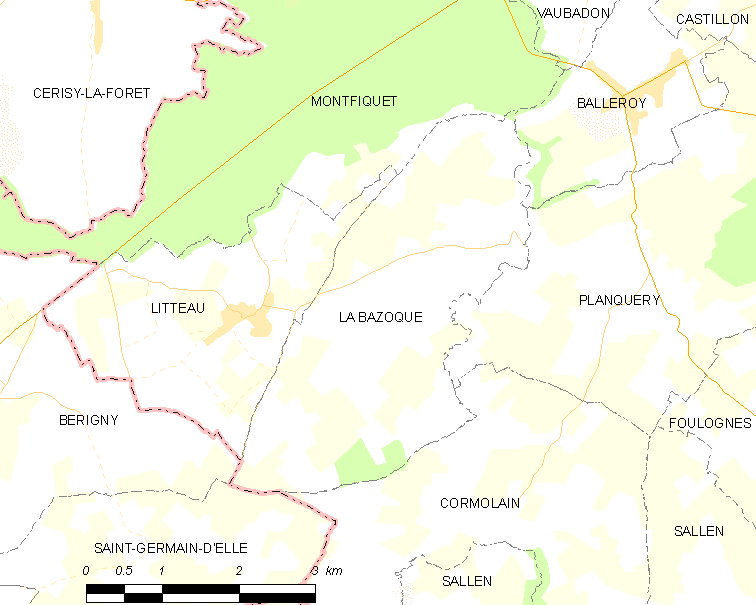
的OSM定位图

拉巴佐克的时区为UTC+01:00、UTC+02:00（夏令时）。

## 行政
拉巴佐克的邮政编码为14490，INSEE市镇编码为14050。

## 政治
拉巴佐克所属的省级选区为特雷维耶尔县。

## 人口

1962-2008年间人口变化图示

拉巴佐克于2022年1月1日时的人口数量为195人。